# Окі Сусуму
Сусуму Окі (яп. 大木 勉, нар. 23 лютого 1976, Мацуяма) — японський футболіст, що грав на позиції нападника.
Виступав, зокрема, за клуби «Санфречче Хіросіма», «Санфречче Хіросіма» та «Ехіме», а також молодіжну збірну Японії.

## Клубна кар'єра
Народився 23 лютого 1976 року в місті Мацуяма. Займався футболом в Університеті Аояма.
У дорослому футболі дебютував 1995 року виступами за команду клубу «Санфречче Хіросіма», в якій провів п'ять сезонів, взявши участь у 58 матчах чемпіонату. 
Протягом 2000 року захищав кольори команди клубу «Ойта Трініта».
2001 року повернувся до «Санфречче Хіросіма». Відтоді відіграв за команду з Хіросіми ще шість сезонів своєї ігрової кар'єри. Більшість часу, проведеного у складі «Санфречче Хіросіма», був основним гравцем атакувальної ланки команди.
2007 року перейшов до клубу «Ехіме», за який відіграв 6 сезонів. Завершив професійну кар'єру футболіста виступами за команду «Ехіме» у 2012 році.

## Виступи за збірну
1995 року залучався до складу молодіжної збірної Японії. У її складі був учасником молодіжного чемпіонату світу 1995 року. На молодіжному рівні зіграв у 4 офіційних матчах, забив 1 гол.